# Evippomma
Evippomma Roewer, 1959 è un genere di ragni appartenente alla famiglia Lycosidae.

## Distribuzione
Le 6 specie note di questo genere sono state reperite in Asia meridionale (2 specie) e in Africa (4 specie): la specie dall'areale più vasto è la E. plumipes rinvenuta in Africa centrale e meridionale.

## Tassonomia
Le caratteristiche di questo genere sono state descritte dall'analisi degli esemplari tipo Evippa cristata (Simon, 1910), effettuata dall'aracnologo Roewer in un suo lavoro (1959b).
Non sono stati esaminati esemplari di questo genere dal 1992.
Attualmente, a gennaio 2017, si compone di 6 specie:
1. Evippomma albomarginatum Alderweireldt, 1992 — dal Senegal all'Etiopia
2. Evippomma evippiforme (Caporiacco, 1935) — Karakorum
3. Evippomma evippinum (Simon, 1897) — India
4. Evippomma plumipes (Lessert, 1936) — Africa orientale e meridionale
5. Evippomma simoni Alderweireldt, 1992 — Sudan, Egitto
6. Evippomma squamulatum (Simon, 1898)[2] — Africa meridionale

### Sinonimi
1. Evippomma cristatum (Simon, 1910); posta in sinonimia con E. squamulatum (Simon, 1898) a seguito di uno studio dell'aracnologo Alderweireldt (1992b)[1].
2. Evippomma differta (Lawrence, 1952); trasferita qui dal genere Evippa e posta in sinonimia con E. squamulatum (Simon, 1898) a seguito di uno studio dell'aracnologo Alderweireldt (1992b).
3. Evippomma gulosa (Lawrence, 1952); trasferita qui dal genere Pseudevippa e posta in sinonimia con E. plumipes (Lessert, 1936) a seguito di uno studio dell'aracnologo Alderweireldt (1992b).
4. Evippomma ovambica (Lawrence, 1927); trasferita qui dal genere Proevippa e posta in sinonimia con E. squamulatum (Simon, 1898) a seguito di uno studio dell'aracnologo Roewer (1959b), dopo analoghe considerazioni espresse da Lawrence in un lavoro del 1928, quando gli esemplari erano denominati Evippa relicta.
5. Evippomma relicta (Lawrence, 1927); trasferita qui dal genere Evippa e posta in sinonimia con E. squamulatum (Simon, 1898) a seguito di uno studio dell'aracnologo Alderweireldt (1992b).